# Jadwiga legnicka (zm. 1471)
Jadwiga legnicka (ur. ok. 1430, zm. 21 października 1471) – księżna lubińska.
Jadwiga była córką Ludwika II brzeskiego (1385-1436) i Elżbiety Hohenzollern oraz żoną Jan I (1425-1453), księcia lubińskiego i chojnowskiego, z którym miała syna Fryderyka I legnickiego ( 1446-1488).
Po śmierci męża w 1453 regentka do 1466 w imieniu syna Fryderyka I legnickiego.